# Droga wojewódzka nr 199
Droga wojewódzka nr 199 (DW199) -  droga wojewódzka w województwie wielkopolskim i lubuskim. Arteria łączy Przedlesie (koło Międzychodu) ze Skwierzyną. Droga biegnie równolegle do koryta Warty i liczy ok. 30 km.

## Miejscowości przy trasie
- Skwierzyna
- Świniary
- Nowy Dwór
- Skrzynica
- Krobielewko
- Wiejce
- Zamyślin
- Mierzyn
- Puszcza
- Przedlesie

## Galeria

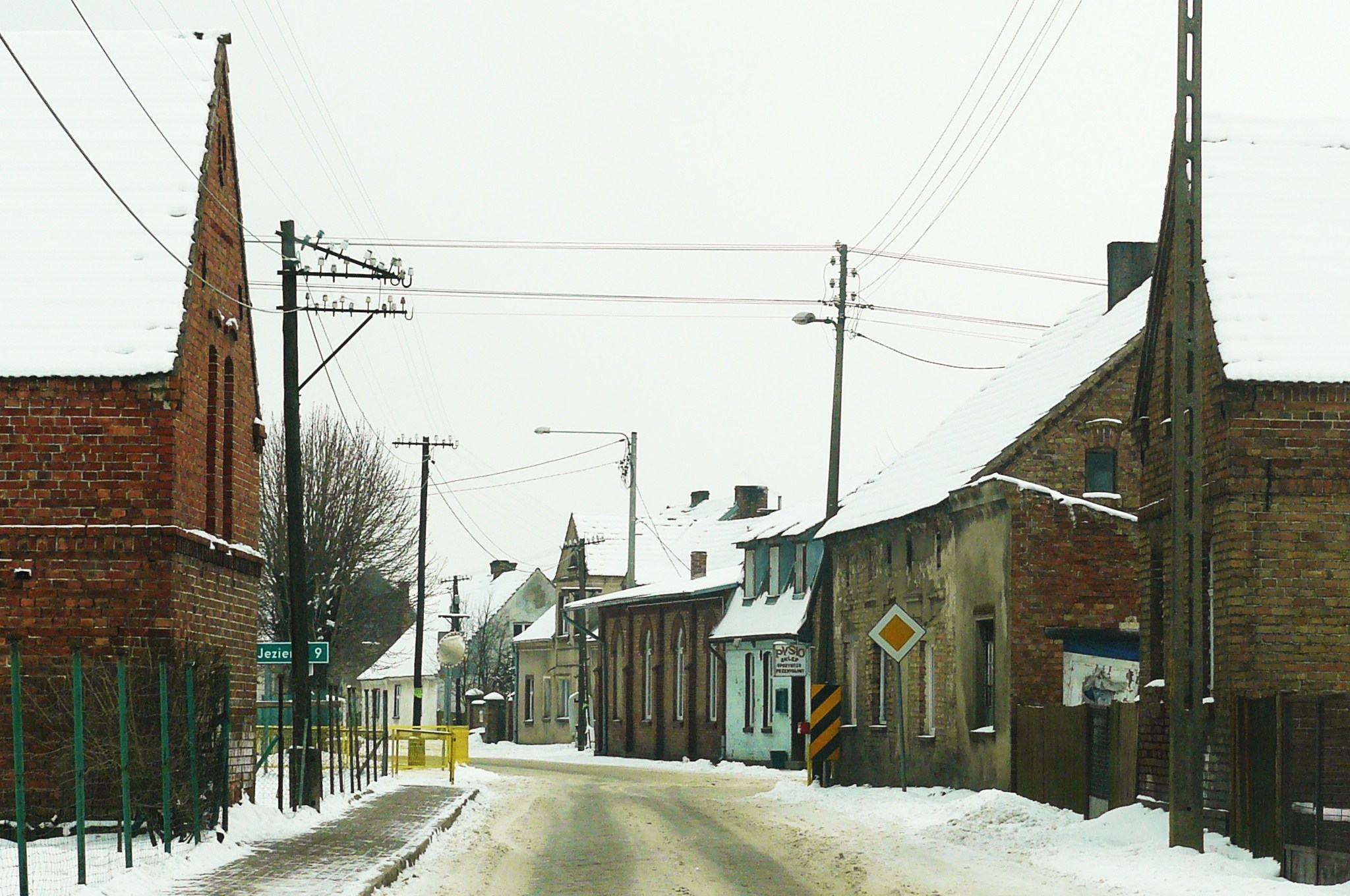
Droga w Świniarach
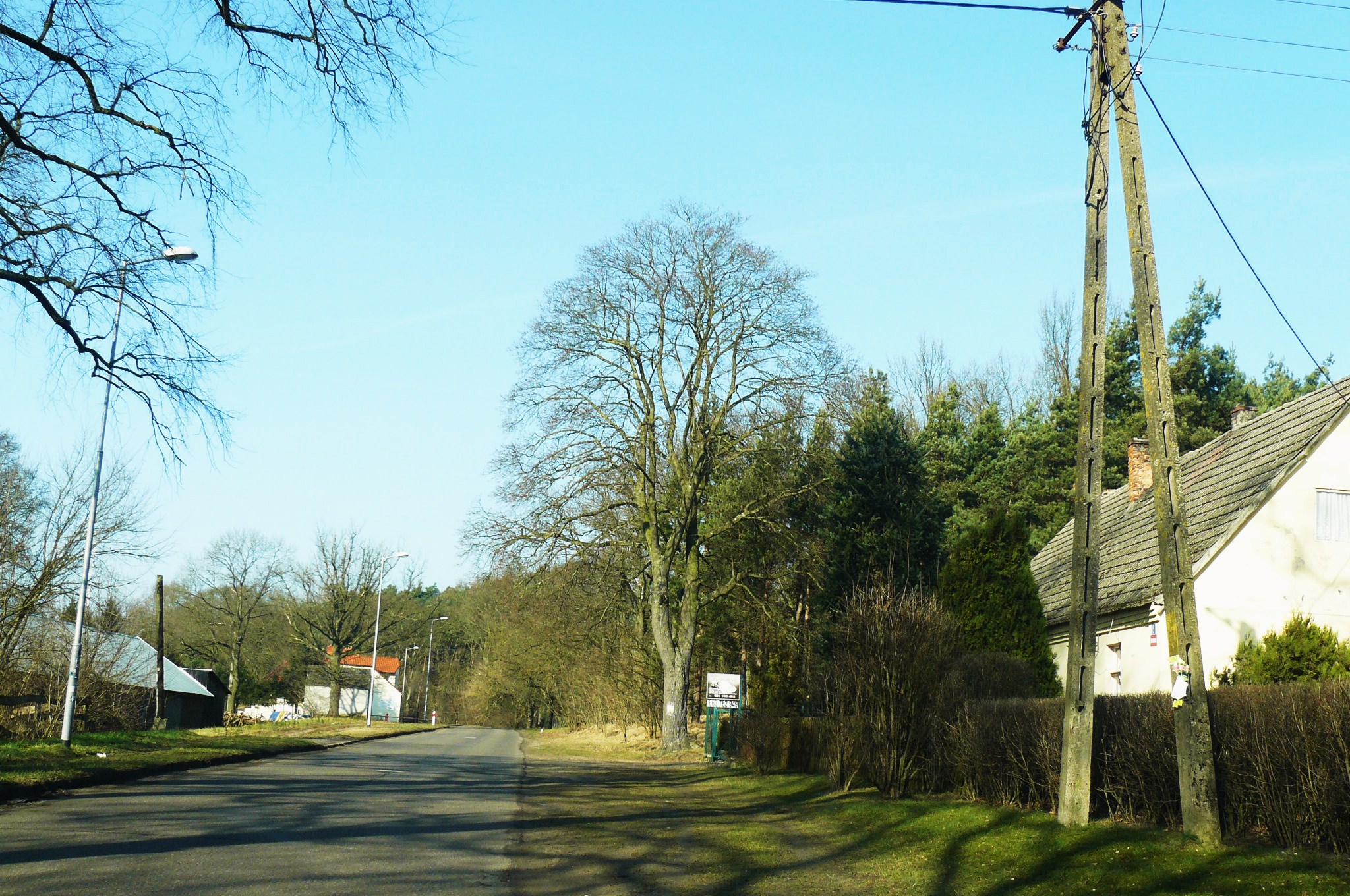
Droga w Mierzynie